# مایدبرون
مایدبرون (به آلمانی: Maidbronn) یک منطقهٔ مسکونی در آلمان است که در ریمپار واقع شده‌است. مایدبرون ۱٬۰۳۲ نفر جمعیت دارد.